# Justin Bruening
Justin S. Bruening (ur. 24 września 1979 w Chadron, w stanie Nebraska) – amerykański aktor i model, najbardziej znany z roli Mike’a Traceura w serialu Knight Rider z 2008 roku.
Dorastał w małym miasteczku Santa Helena, w stanie Nebraska, gdzie ukończył szkołę średnią z zaledwie dziewięcioma kolegami z klasy. Następnie przeniósł się do San Diego, w stanie Kalifornia. Tam został odkryty przez Sue Nessel, łowcę talentów dla Scott Copeland International, w McDonald’s w Escondido, na północ od San Diego. Wkrótce potem, Copeland załatwił mu jego pierwszą pracę jako modela dla Abercrombie & Fitch. Wystąpił w teledysku do przeboju Britney Spears „Boys” (2002). Potem pojawił się jako James Edward „Jamie” Martin w operze mydlanej ABC Wszystkie moje dzieci (All My Children, 2003–2007).
5 czerwca 2005 roku poślubił aktorkę Alexę Havins.

## Filmografia
- 2008-: Nieustraszony (Knight Rider) jako Mike Traceur/Michael Knight
- 2007: CSI: Kryminalne zagadki Miami (CSI: Miami) jako Craig Abbott
- 2007: Dowody zbrodni (Cold Case) jako Spencer Mason
- 2006: Fat Girls jako Bobby
- 2004–2005: Tylko jedno życie (One Life to Live) jako Jamie Martin
- 2004: Hope i Faith (Hope & Faith) jako Jake
- 2003–07: Wszystkie moje dzieci (All My Children) jako James Edward „Jamie” Martin